# 弗赖拉辛
弗赖拉辛（德語：Freilassing，發音：[fʁaɪˈlasɪŋ] ⓘ；1923年之前名为萨尔茨堡霍芬 (Salzburghofen)）是德国巴伐利亚州上巴伐利亚行政区贝希特斯加登地区县的城市，与奥地利萨尔茨堡州首府萨尔茨堡相邻，面积14.81平方千米，2023年12月31日人口为18,036人。